# Триполитанская республика
Триполитанская республика (араб. الجمهورية الطرابلسية‎, аль-Джумхурия ат-Тарабулусия) — бывшая арабская республика, которая провозгласила независимость Триполитании от итальянской Триполитании после Первой мировой войны.

## История
Идея об отделении зародилась в городе Мисрата после встречи Сулеймана аль-Баруни, Рамадана Ассвехли, Абдула Наби Белкхейра и Ахмада Альмарида. Провозглашение независимости Триполитанской республики от Италии, состоялось осенью 1918 года. Позже последовало официальное провозглашение независимости на Парижской мирной конференции 1919 года. Это было первое государство формально с республиканской формой правления в Ливии, но она получила небольшую поддержку со стороны международных держав и распалась к 1923 году.
Италии удалось установить полный контроль над Ливией к 1930 году. Первоначально управляемая как часть единой колонии, итальянская Триполитания была отдельной колонией с 26 июня 1927 года по 3 декабря 1934 года, но позже стала частью итальянской Ливии.